# Bianca Maria Vaglio
Bianca Maria Vaglio (Napoli, 31 agosto ...) è un'attrice teatrale e sceneggiatrice italiana.

## Biografia
Dopo la laurea in scienze politiche si è spostata da Napoli a Roma lavorando negli anni '70 e '80 come attrice in diversi spettacoli teatrali tra cui La gatta Cenerentola di Roberto de Simone. Negli anni '90 è stata autrice per Rai Radio 2 di racconti e serie radiofoniche. Ha poi scritto per la televisione soggetti e sceneggiature di serie di successo come Sospetti insieme a Mimmo Rafele e Dario Piana, Rossella con Dario Piana e Carlotta Wittig, e Amanti e segreti insieme a Dario Piana e Marina Garroni. Con Amanti e segreti ha ottenuto la Grolla d'oro nel 2004 per il miglior soggetto dell'anno. Nel 2013 ha pubblicato per Rizzoli l'ebook Private room, raccolta di racconti erotici.

## Vita privata
Ha sposato il regista Lamberto Lambertini per poi divorziare e diventare compagna di Dario Piana, da cui ha avuto un figlio, Alessio.

## Interpretazioni teatrali
Ha partecipato alle seguenti produzioni: 
- Viva l’Italia di Dacia Maraini e Cagliostro di Dacia Maraini e Mario Moretti con Scilla Gabel e Giacomo Piperno per la regia di Bruno Cirino. (Cooperativa Teatro Oggi)
- La nuova colonia, di Luigi Pirandello, regia di Virginio Puecher, con Luigi Vannucchi, Valentina Fortunato, Ivo Garrani. Compagnia degli Associati (1975)
- Diario di don Giovanni il seduttore da un testo di Kierkegaard, regia di Roberto Lerici, con Antonio Salines e Magda Mercatali (Compagnia Teatro Belli)
- La gatta Cenerentola testo e regia di Roberto De Simone con Peppe e Concetta Barra, Isa Danieli e la Compagnia di canto popolare
- Circo Equestre Sgueglia, da Raffaele Viviani, regia di Armando Pugliese , con Antonio Casagrande e Angela Pagano (Teatro Stabile di Roma)
- La Joconde di Nazim Hikmet (monologo), con la regia di Lamberto Lambertini
- Don Chisciotte regia di Maurizio Scaparro con Pino Micol e Peppe Barra
- Senza mani e senza piedi, Sempresì ovvero il segreto della felicità e Nel regno di Pulcinella con Peppe e Concetta Barra,  regia di Lamberto Lambertini (Compagnia Peppe e Barra)

## Sceneggiature radiofoniche
Per Radio Due è stata autrice di:
- 10 racconti radiofonici andati in onda nel 1989 all'interno della serie Un racconto al giorno

nonché coautrice con Dario Piana dei seguenti sceneggiati: 
- Un muro di parole (65 puntate - 1990)
- Il viaggio promesso (40 puntate - 1992)
- Ditta Bevegni e C. (40 puntate - 1993)

## Filmografia

### Soggetto
- Sei forte, maestro - serie TV, 24 episodi (2001)
- Il segreto di Arianna, regia di Gianni Lepre - miniserie TV (2007)

### Soggetto e sceneggiatura
- In nome della famiglia - serial TV, 96 episodi (1997)
- Amiche davvero!!, regia di Marcello Cesena - film TV (1998)
- Doppio segreto, regia di Marcello Cesena - miniserie TV (1998)
- Sospetti - serie TV, 18 episodi (2000-2005)
- Amanti e segreti - serie TV, 6 episodi (2004)
- Rossella - serie TV, 12 episodi (2011-2013)

### Attrice
- La Velia, regia di Mario Ferrero - miniserie TV (1980)
- Dramma d'amore, regia di Luigi Perelli - miniserie TV (1983)

## Prosa televisiva RAI
- De Pretore Vincenzo, di Eduardo De Filippo, regia di Eduardo De Filippo, trasmesso il 2 gennaio 1976